# Parotitis
Parotitis is een ontsteking van de oorspeekselklier (glandula parotis). Deze kan van virale of bacteriële oorsprong zijn. De bof is een virale kinderziekte waarbij de bijoorspeekselklier geïnfecteerd is door het paramyxovirus. De bacteriële parotitis is meestal het gevolg van een obstructie (bijvoorbeeld een speekselsteen) of van een gebrekkige mondhygiëne.
De symptomen zijn:
- zwelling van de streek van het aangezicht, juist voor het oor
- pijn bij palpatie (bij bacteriële infectie)
- beperkte mondopening
- koorts
- droge mond